# Tacy byliśmy zakochani
Tacy byliśmy zakochani (wł. C'eravamo tanto amati) – włoski komediodramat z 1974 roku w reżyserii Ettorego Scoli, który także współtworzył scenariusz obok Agenore Incrocciego i Furio Scarpellego. Światowa premiera odbyła się 21 grudnia 1974 roku. W rolach głównych wystąpili Stefania Sandrelli, Vittorio Gassman, Nino Manfredi, Stefano Satta Flores, Aldo Fabrizi oraz Giovanna Ralli. Muzykę do filmu skomponował Armando Trovajoli.

## Fabuła
Film opowiada historię trzech młodych mężczyzn. Gianni (Vittorio Gassman), Nicola (Stefano Satta Flores) i Antonio (Nino Manfredi) są partyzantami walczącymi przeciwko faszyzmowi we Włoszech. Dzięki wspólnym marzeniom i ideałom zaprzyjaźniają się. Po wojnie każdy idzie w swoją stronę. Mimo że są daleko od siebie, wszyscy czują, że życie ich przerasta.

## Obsada
- Nino Manfredi jako Antonio
- Vittorio Gassman jako Gianni Perego
- Stefania Sandrelli jako Luciana Zanon
- Stefano Satta Flores jako Nicola Palumbo
- Giovanna Ralli jako Elide Catenacci
- Aldo Fabrizi jako Romolo Catenacci
- Elena Fabrizi jako żona Romolo Catenacci
- Marcella Michelangeli jako Gabriella
- Ugo Gregoretti jako prezenter
- Mike Bongiorno jako on sam
- Federico Fellini jako on sam
- Marcello Mastroianni jako on sam
- Nello Meniconi jako on sam
- Guidarino Guidi jako on sam
- Vittorio De Sica jako on sam
- Alfonso Crudele jako Edoardo
- Isa Barzizza jako Elena

## Produkcja
Zdjęcia kręcono w Rzymie.